# 페스트균

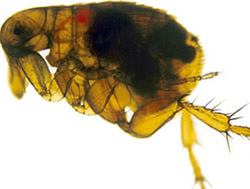
페스트에 감염된 상태인 동양 쥐벼룩

페스트균(Yersinia pestis, 예르시니아 페스티스)은 포자가 없는 그람 음성, 비 이동성, 막대 모양의 구간균이다. 열대쥐벼룩(Xenopsylla cheopis)을 통해 인간을 감염시킬 수 있는 혐기성 세균이다. 전염병, 패혈증 및 림프절이 붓는 세 가지 주요 형태를 취하는 전염병을 유발한다. 장내세균과에 속한다.

## 일반적 특징
페스트균은 비 포식성 점액층을 생성하는 양극성 염색체를 가진 산소가 없는 상태에서 정상적인 양육을 하는 박테리아이다. 이동하지 않는 비 이동성 스틱 형태를 띠고 있다.

## 페스트균의 기원
페스트균은 중앙 아시아나 중국에서 시작되어 무역로를 통해 서쪽으로 전염되었을 수 있다. 그러나, 2018년 연구에 따르면, 고대 스웨덴의 무덤에서 페스트균이 발견되었고, 기원전 3,000년 경 당시 유럽 인구가 크게 감소한 것이 페스트 균으로 인한 유럽 신석기 시대의 쇠퇴의 원인일 수 있다. 이는 페스트균이 유럽에서 시작되었을 수 있음을 시사한다.
페스트균은 1894년 파스퇴르 연구소에서 홍콩 독감 연구 진행 중에 스위스/프랑스 의사이며 세균학자인 알렉산더 예르신에 의해 발견되었다. 일본 세균학자 키타 사토 시바 사부로 (Kitasato Shibasaburō)도 전염병의 원인을 찾는 데 관여했다.

## 페스트 범유행
인류 역사 전반에 걸쳐 높은 사망률을 가진 세 번의 전염병 범유행을 주도한 균이다.
- 1차 페스트 범유행: 541년에서 542년에 진행된 유스티니아누스 페스트
- 2차 페스트 범유행: 1347년에서 1353년 사이에 유럽 인구의 3 분의 1이 사망 한 흑사병
- 3차 페스트 범유행: 19세기 말 중국에서 시작하여 증기선에 쥐들이 퍼져 천만에 가까운 생명을 앗아간 현대 전염병이라고도 불리는 3차 페스트 범유행.

## 병인 및 면역
페스트균에 감염된 동양 쥐벼룩은 장의 색이 어둡다. 벼룩이 숙주에 상처를 내고 피를 빨아 먹을 때, 페스트균은 상처로 역류되고 감염을 일으킨다.
페스트 균은 도시와 자연에서 존재하는 벼룩과 설치류를 통해서 확산된다. 자연에 존재하는 설치류는 야생이지만, 도시에서는 주로 갈색 쥐가 된다.
사람에게 전염되는 것은 보통 감염된 벼룩이 피를 빠는 과정 중에 진행된다. 질병이 폐렴 형태로 진행되면, 인간은 기침, 구토 및 재채기를 통해 박테리아를 다른 사람에게 전염시킬 수 있다.